# 朱晓琳 (主持人)
朱晓琳（1980年—），安徽合肥人，中央电视台体育频道主持人。

## 生平
2000年毕业于安徽师范大学中文系，随后在北京广播学院（现中国传媒大学）播音主持艺术专业研究生班学习。2006年于美国西南大学获工商管理硕士学位。2001年进入中央电视台，任体育频道主持人。主持栏目有《早安中国》、《体育晨报》、《奥运城市行》、《城市之间》、《球迷世界杯》、《荣耀亚洲》、《体育新闻》、《体育世界》等。

## 主持经历
- 2002年韩日世界杯，新闻报道
- 2004年雅典奥运会，新闻报道
- 2005年全国十运会，新闻报道
- 2006年德国世界杯，主持《球迷世界杯》
- 2006年多哈亚运会，主持《荣耀亚洲》
- 2007年长春亚洲冬季运动会，主持《赛事直播》
- 2008年广州世乒赛，主持新闻直播[3]

## 外部連結
- 朱晓琳的新浪微博